# Kendrick Perkins
Kendrick Perkins (ur. 10 listopada 1984 w Nederland) – amerykański koszykarz, występujący na pozycji środkowego, mistrz NBA z 2008.
W 2003 wystąpił w meczu gwiazd amerykańskich szkół średnich - McDonald’s All-American.
Nie ukończył żadnego college'u. Do NBA dostał się od razu po szkole średniej. Wybrany z 27 numerem w drafcie w 2003 roku przez Memphis Grizzlies. W lutym 2011 brał udział w wymianie w ramach której trafił do Oklahoma City Thunder
W oknie transferowym, w lutym 2015 roku, przeszedł do Cleveland Cavaliers. 28 lipca 2015 roku podpisał umowę z New Orleans Pelicans.
25 września 2017 został dodany do składu na obóz szkoleniowy Cleveland Cavaliers. 14 października, po rozegraniu trzech spotkań przedsezonowych, został zwolniony.
11 kwietnia 2018 podpisał umowę do końca sezonu z Cleveland Cavaliers. 17 lipca 2018 został zwolniony.

## Osiągnięcia
- Mistrz NBA (2008)[1]
- 3-krotny wicemistrz NBA (2010, 2012, 2015)[1]